# Palazzo Saracco Riminaldi
Palazzo Saracco Riminaldi è un palazzo di origine tardo medievale che si trova nel centro storico di Ferrara in via Cairoli n. 44, all'angolo con via Bersaglieri del Po.

## Origine del nome

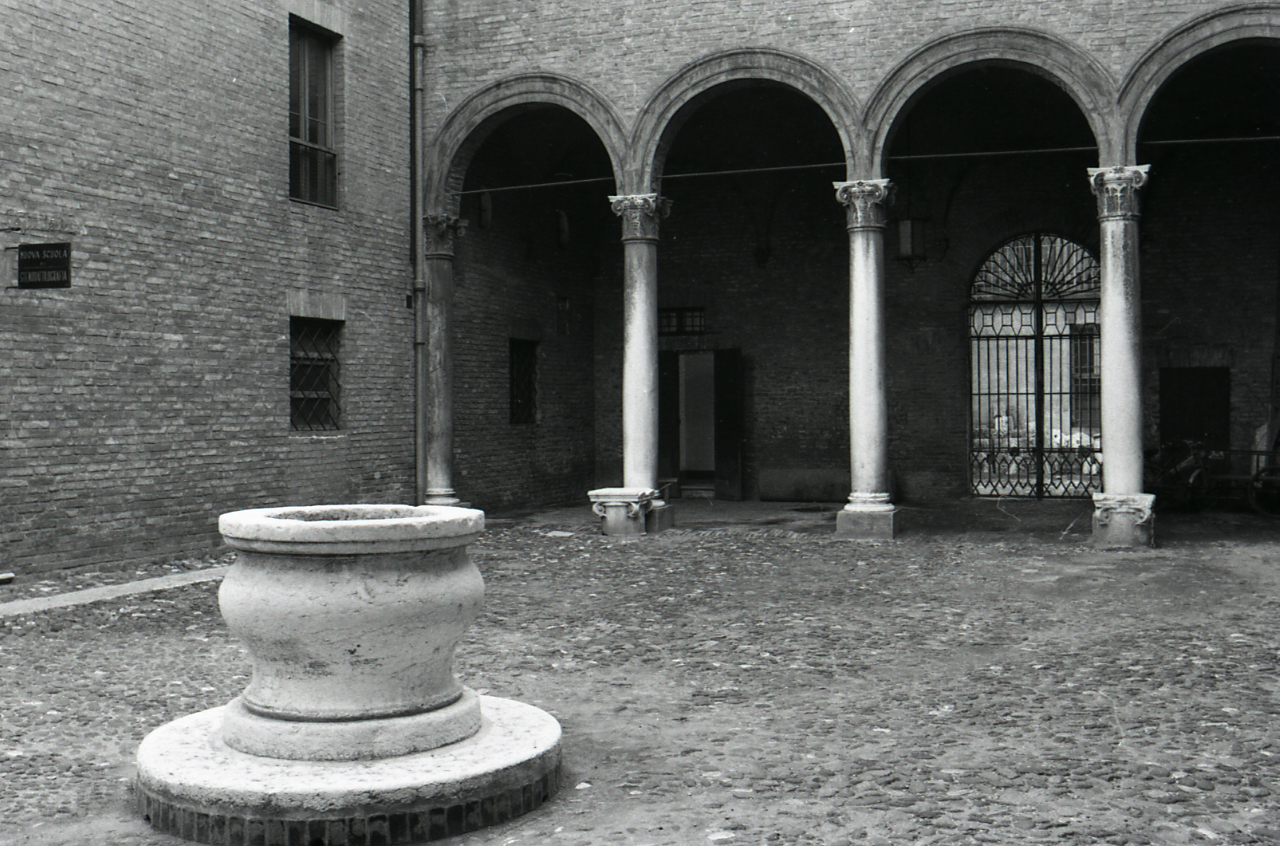
Cortile di palazzo Saracco Riminaldi nel servizio fotografico di Paolo Monti su Ferrara del 1969

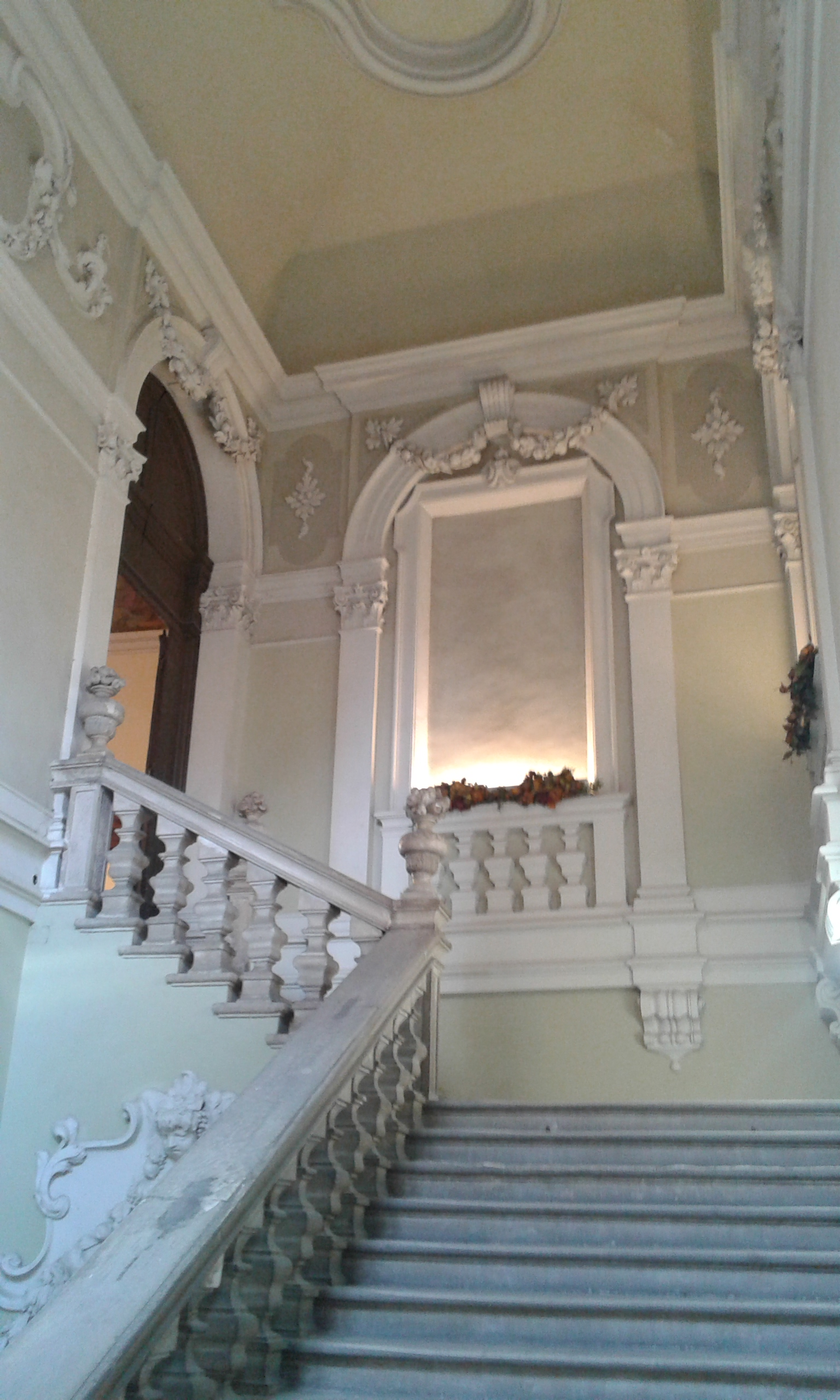
Grande scalone monumentale di palazzo Saracco Riminaldi

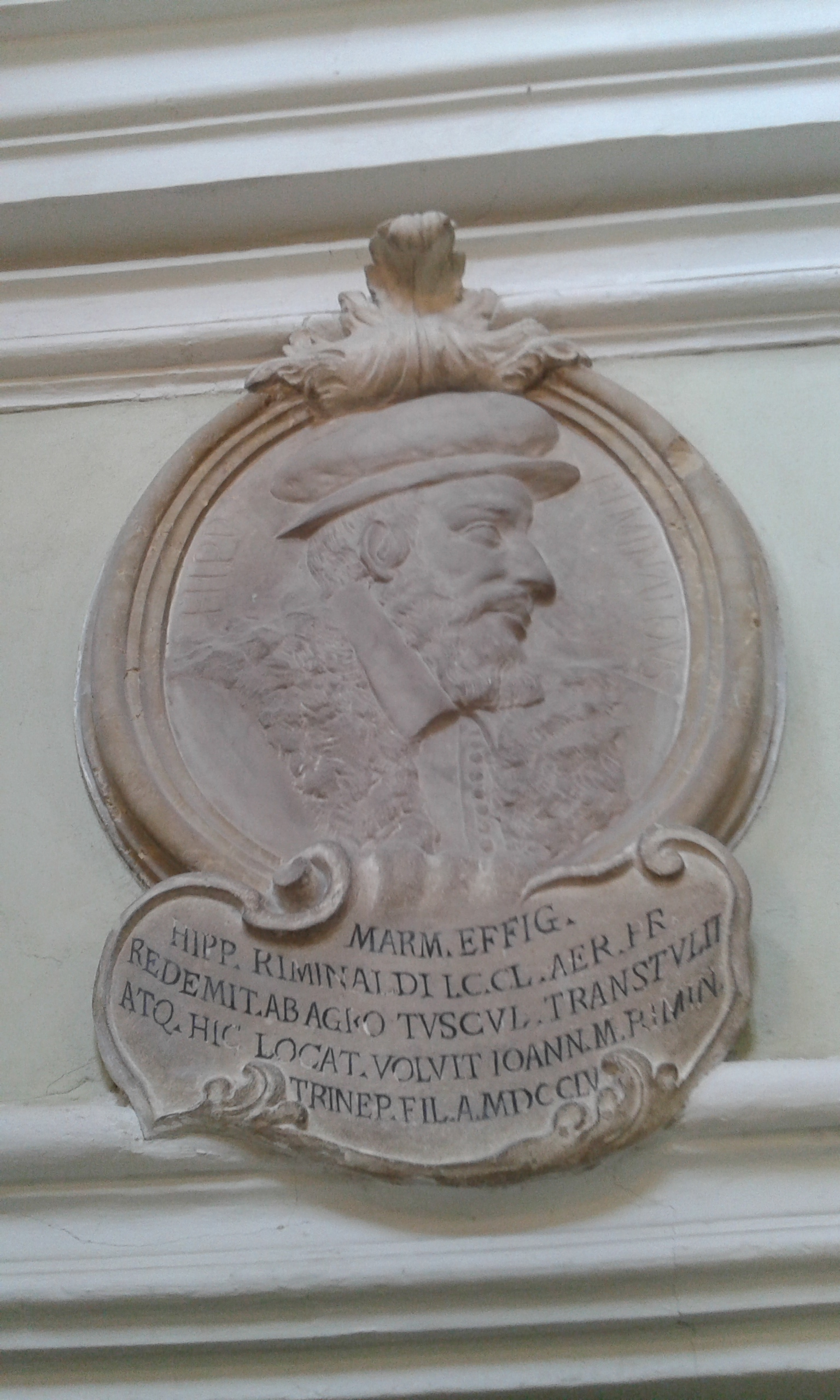
Medaglione posto sulla parete dello scalone con l'effige di Ippolito Riminaldi

Il nome Riminaldi viene dal nobile Gianmaria Riminaldo che ne volle la costruzione nel 1480. Il nome Saracco venne associato quando il conte Giambattista Saracco sposò Ludovica Riminaldi nel 1755.

## Storia
La costruzione del palazzo nell'allora strada di Borgo Nuovo fu voluta da Gian Maria Riminaldi che ne fece aprire il cantiere nel 1480. La costruzione dell'edificio medievale venne ultimata dal figlio Giacopino. Nel 1706, su progetto dell'architetto Francesco Mazzarelli e per incarico di Francesco Maria e Galeazzo Riminaldi, l'edificio venne ampliato negli interni con un grande scalone monumentale e al piano nobile le sale principali vennero affrescate. In tale occasione anche gli esterni vennero modificati, a partire dalla sua facciata e in via Bersaglieri del Po venne aperta una piccola cappella aperta al pubblico con dedicazione alla Madonna con soffotto arricchito da affreschi e stucchi. Nel 1755 Ludovica Riminaldi andò sposa al conte Giambattista Saracco e questo fece cambiare nome al palazzo. Durante il pesante bombardamento da parte delle forze alleate avvenuto il 28 gennaio 1944, il secondo di tale importanza su Ferrara, il palazzo ne venne gravemente danneggiato e fu distrutta la piccola cappella che si trovava in via Bersaglieri del Po.

## Descrizione

### Esterni
Il palazzo si trova nel centro storico di Ferrara in via Cairoli 44, all'angolo con via Bersaglieri del Po. La facciata è semplice e monumentale, e conserva l'aspetto medievale con il tipico laterizio in cotto ferrarese a vista con parti in pietra d'Istria, come capitelli, colonne e bugnato angolare. Il basamento è a scarpa e il grande portale ha il volto con arco a tutto sesto. Sopra il portale, al centro della facciata vi sono, in corrispondenza del piano nobile tre grandi finestre a monofora con arco a tutto sesto, ma solo le due laterali sono aperte mentre quella al centro è cieca. Dal portale si accede allo scalone per il piano superiore e al cortile interno circondato da un elegante loggiato su colonne e con un pozzo al suo centro.

### Interni
Dal grande scalone, ricco di decorazioni e medaglioni con immagini anche di membri del casato, si accede alle stanze del piano nobile con sale che hanno soffitti affrescati o a cassettoni parzialmente visibili anche dalla via.